# Максим Горький (Тамбовская область)
Макси́м Го́рький — село в Жердевском районе Тамбовской области России. Административный центр Володарского сельсовета.

## География
Село находится на расстоянии 29 км к востоку от города Жердевка, административного центра района, и 100 км (по прямой) к юго-востоку от города Тамбов, административного центра области.

### Часовой пояс
Село Максим Горький, как и вся Тамбовская область, находится в часовой зоне МСК (московское время). Смещение применяемого времени относительно UTC составляет +3:00.

## Население
| 2002 | 2010 |
| ---- | ---- |
| 623  | ↘587 |

### Национальный состав
Согласно результатам переписи 2002 года, в национальной структуре населения русские составляли 90 % из 623 чел.